# Oravijärvi (sjö i Hyrynsalmi, Kajanaland, Finland)
Oravijärvi eller Orabvijärvi är en sjö i Finland. Den ligger i kommunen Hyrynsalmi i landskapet Kajanaland, i den centrala delen av landet, 500 km norr om huvudstaden Helsingfors. Oravijärvi ligger 185,4 meter över havet. Arean är 1,19 kvadratkilometer och strandlinjen är 5,37 kilometer lång. Sjön  ingår i Uleälvens huvudavrinningsområde.   Den sträcker sig 2,0 kilometer i nord-sydlig riktning, och 1,3 kilometer i öst-västlig riktning.